# Morski Cigani
Morskim Ciganima, rijetko i morskim nomadima (engl. Sea Gypsies) naziva se u svakodnevnom govoru (kolokvijalno) čitav niz različitih naroda koji žive na otocima Jugoistočne Azije. Način života im je polunomadski. U monsunskom razdoblju ostaju na otocima Andamanskog mora, Malajskog prolaza pa do Južnokineskog mora. Preostali dio godine plove na svojim brodicama od otoka do otoka i žive pretežno od ulova riba i drugih plodova mora.
Tajlandski Čao Le (ili Čao Lej) kao i burmanski Selung (ili Selon) su isto tako zbirna imena za različite etničke skupine. Najveći narod ove grupe su Moken, a u grupu se ubrajaju i Orang Laut, Badjo, Bugis i Sakai (i Manik).